# Fulica newtonii
La focha mascareña (Fulica newtonii ) es una especie extinta de fulica que habitaba en las islas Mascareñas de Mauricio y la Reunión. Conocido desde hace mucho tiempo por los huesos subfósiles que se encontraron en el pantano de Mare aux Songes en la antigua isla, pero solo se asume por las descripciones que también han estado presentes en este último, aunque se han encontrado recientemente más restos en la isla de la Reunión. En los primeros informes de los viajeros que iban a Mauricio se asumía que las aves encontradas eran gallinula chloropus o gallineta común, pero al parecer esta especie solo colonizó la isla después de la extinción de la focha endémica.

## Descripción

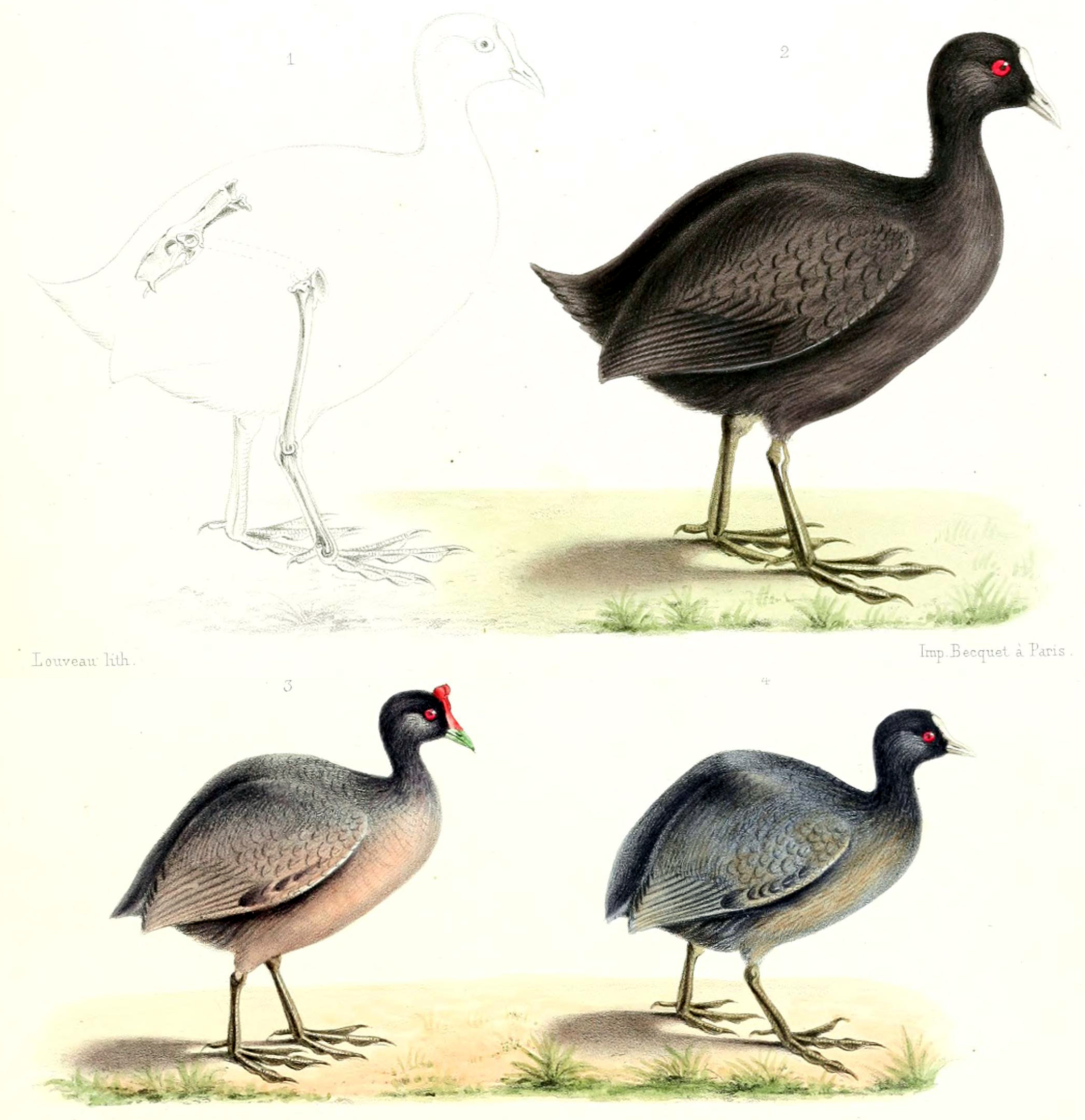
Focha mascarena en comparación con una fulica cristata y una fulica atra, 1872

La focha mascareña era un ave grande y, aunque no volaba, tenía una capacidad de vuelo reducida, de modo que si se la perseguía, habría preferido incluso más escapar por medio del buceo, que es un hábito general de las fochas. Como el ave tenía considerable resistencia, podría haber cruzado fácilmente el océano entre las islas, lo que explica por qué una misma especie se encontraba en ambas islas. Las aves parecían fochas euroasiáticas de gran tamaño, de unos 45 cm de largo, pero como era más probable que derivaran de la focha de nudos rojos, no está claro si las perillas rojas distintivas (que se pasan por alto fácilmente) en la parte superior del escudo frontal blanco no estaban presentes o simplemente no fueron informados por Sieur Dubois, quien describió la especie con cierto detalle en 1674 como "Aguadas que son tan grandes como las aves. Siempre son negras y tienen una gran cresta blanca en la cabeza".

## Extinción
Dubois es el último autor en mencionar a esta focha en la isla de la Réunion. En 1667, François Martin ya había denunciado que los cazadores habían matado a la población existente en la laguna costera de Saint-Paul, a pesar de que se consideraba que el ave generalmente poseía un sabor desagradable:

[En 1665] la cuenca del río [en Saint-Gilles] estaba cubierta de gansos y gallinas de agua, y las profundidades estaban llenas de peces ... las gallinas de agua le permitían acercarse casi [lo suficientemente cerca] para atraparlas con la mano; los enviamos a todos a bordo. [Pero en 1667] no vimos ni gansos ni gallinas de agua en la laguna de San Pablo que anteriormente estaba cubierto de ellos.

A la especie le fue un poco mejor en Mauricio, con lo narrado por Leguat en 1693, el último en registrar estas aves endémicas, diciendo que eran "ya raras". Además de la caza, la actividad de asentamiento que condujo a la destrucción del hábitat de las marismas parece haber jugado un papel importante en la extinción de la especie.